# Dweir Baabda
Dweir Baabda (tiếng Ả Rập: دوير بعبده, Duwayr Ba'bda hoặc Duweir Baabda) là một ngôi làng ở phía tây bắc Syria thuộc bộ phận hành chính của Tỉnh Latakia, nằm ở phía đông nam Latakia. Nó nằm ngoài một con đường thứ cấp, trên đỉnh một ngọn núi thuộc dãy Nusayriyah ven biển và có độ cao hơn 700 mét so với mực nước biển. Các địa phương lân cận bao gồm Daliyah về phía đông, Baabda ở phía nam, Baniyas về phía tây nam, Qurfays về phía tây, Jableh về phía tây bắc, al-Qassabin ở phía bắc và Ayn al-Sharqiyah về hướng đông bắc. Theo Cục Thống kê Trung ương Syria (CBS), Dweir Baabda có dân số là 2.529 vào năm 2004. Cư dân của nó chủ yếu là Alawites.
Những tàn tích của một tu viện có niên đại từ thời Byzantine có mặt trong làng. Dweir Baabda là một ngôi làng nông thôn có cư dân chủ yếu làm nông nghiệp, trồng thuốc lá, ô liu và táo. Nó phục vụ như một trung tâm của một số địa phương lân cận, cung cấp dịch vụ chăm sóc sức khỏe và dược phẩm. Nó cũng chứa trung tâm mua sắm lớn duy nhất trong vùng lân cận. Các trường học bắt đầu được xây dựng ở Dweir Baabda vào những năm 1920. Vào những năm 1960, Dweir Baabda được mô tả là một "ngôi làng lớn". Nó hiện đang lan rộng trên một diện tích lớn.
Salah Jadid, người mạnh nhất của Syria, người bị lật đổ bởi Hafez al-Assad năm 1970, được sinh ra ở Dweir Baabda.